# Шутьом
Шутьо́м (рос. Шутём) — селище у складі Шалинського міського округу Свердловської області.
Населення — 12 осіб (2010, 36 2002).
Національний склад станом на 2002 рік: росіяни — 91 %.